# Parcs nationaux d'Estonie
Les parcs nationaux d'Estonie sont un ensemble de six parcs nationaux situés en Estonie. Le premier parc, le parc national de Lahemaa est établi en 1971, et est donc le premier parc national de toute l'URSS.

## Liste des parcs
- Parc appartenant à un site Ramsar
- Parc appartenant à une réserve de biosphère de l'Unesco et à un site Ramsar

| Nom       | Image | Superficie | Création du parc | Description                                                                                                  |
| --------- | ----- | ---------- | ---------------- | --- |
| Lahemaa   |       | 725 km2    | 1971             | Paysage varié, allant des côtes du golfe de Finlande à des vastes forêts et tourbières plus dans les terres. |
| Karula    |       | 123 km2    | 1993             | Paysages culturel dans les collines du Sud estonien.                                                         |
| Soomaa    |       | 369 km2    | 1993             | Grand réseau de zones humides dans le bassin du fleuve Pärnu.                                                |
| Vilsandi  |       | 238 km2    | 1993             | Couvre la partie orientale de l'île de Vilsandi et la centaine de petites îles autour. Riche faune et flore. |
| Matsalu   |       | 486,1 km2  | 2004             | Zones humides littorales, refuges pour une avifaune extrêmement riche.                                       |
| Alutaguse |       | 443 km2    | 2018             | Tourbières, forêts. Faune assez riche.                                                                       |